# Stretton Hall

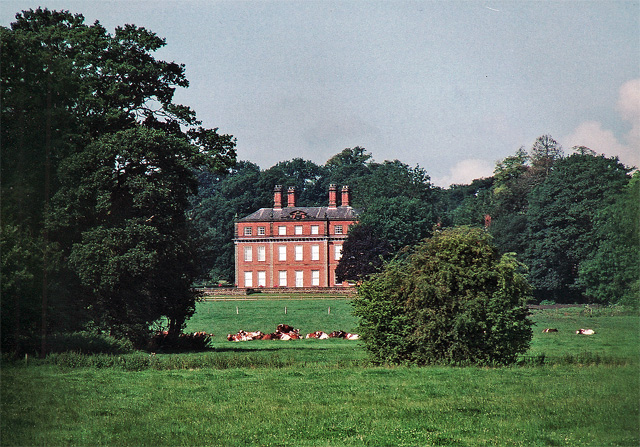

O Stretton Hall é um palácio rural privado, erigido nos anos 1720 e expandido nos anos 1860, que se localiza em Stretton, no sul do Condado de Estafórdia, na Inglaterra. É um listed building classificado com o Grau II*, mas não está aberto ao público.